# Soccer City
Soccer City, cunoscut în trecut ca Stadionul FNB, este un stadion de fotbal din Johannesburg, Africa de Sud. Este situat lângă South African Football Association și lângă Comitetul de Organizare a CMF 2010.

## Turnee majore

### Cupa Africii pe Națiuni 1996
| Data       | Echipa #1     | Scor | Echipa #2 | Runda                        | Spectatori |
| ---------- | ------------- | ---- | --------- | ---------------------------- | ---------- |
| 1996-01-13 | Africa de Sud | 3–0  | Camerun   | Grupa A (meci de deschidere) | 80,000     |
| 1996-01-15 | Egipt         | 2–1  | Angola    | Grupa A                      | 6,000      |
| 1996-01-18 | Camerun       | 2–1  | Egipt     | Grupa A                      | 4,000      |
| 1996-01-20 | Africa de Sud | 1–0  | Angola    | Grupa A                      | 30,000     |
| 1996-01-24 | Africa de Sud | 0–1  | Egipt     | Grupa A                      | 20,000     |
| 1996-01-25 | Zair          | 2–0  | Liberia   | Grupa C                      | 3,000      |
| 1996-01-27 | Africa de Sud | 2–1  | Algeria   | 1/4 de finală                | 80,000     |
| 1996-01-31 | Africa de Sud | 3–0  | Ghana     | Semifinale                   | 80,000     |
| 1996-02-03 | Ghana         | 0–1  | Zambia    | Finala mică                  | 80,000     |
| 1996-02-03 | Africa de Sud | 2–0  | Tunisia   | Finală                       | 80,000     |

### Campionatul Mondial de Fotbal 2010
Stadionul a găzduit meciul de deschidere, patru meciuri din grupe, un meci din optimi, unul din sferturi și finala.
| Dată       | Oră (UTC+2) | Echipă #1     | Rez.           | Echipă #2        | Rundă                          | Spectatori |
| ---------- | ----------- | ------------- | -------------- | ---------------- | ------------------------------ | ---------- |
| 2010-06-11 | 16.00       | Africa de Sud | 1-1            | Mexic            | Grupa A (meciul de deschidere) | 84.490     |
| 2010-06-14 | 13.30       | Țările de Jos | 2-0            | Danemarca        | Grupa E                        | 83.465     |
| 2010-06-17 | 13.30       | Argentina     | 4-1            | Coreea de Sud    | Grupa B                        | 82.174     |
| 2010-06-20 | 20.30       | Brazilia      | 3-1            | Coasta de Fildeș | Grupa G                        | 84.445     |
| 2010-06-23 | 20.30       | Ghana         | 0-1            | Germania         | Grupa D                        | 83.391     |
| 2010-06-27 | 20.30       | Argentina     | 3-1            | Mexic            | Optimi                         | 84.377     |
| 2010-07-02 | 20.30       | Uruguay       | 1–1 (4–2 pen.) | Ghana            | Sferturi de finală             | 84.017     |
| 2010-07-11 | 20.30       | Țările de Jos | 0–1 (prel.)    | Spania           | Finală                         | 84.490     |

## Galerie

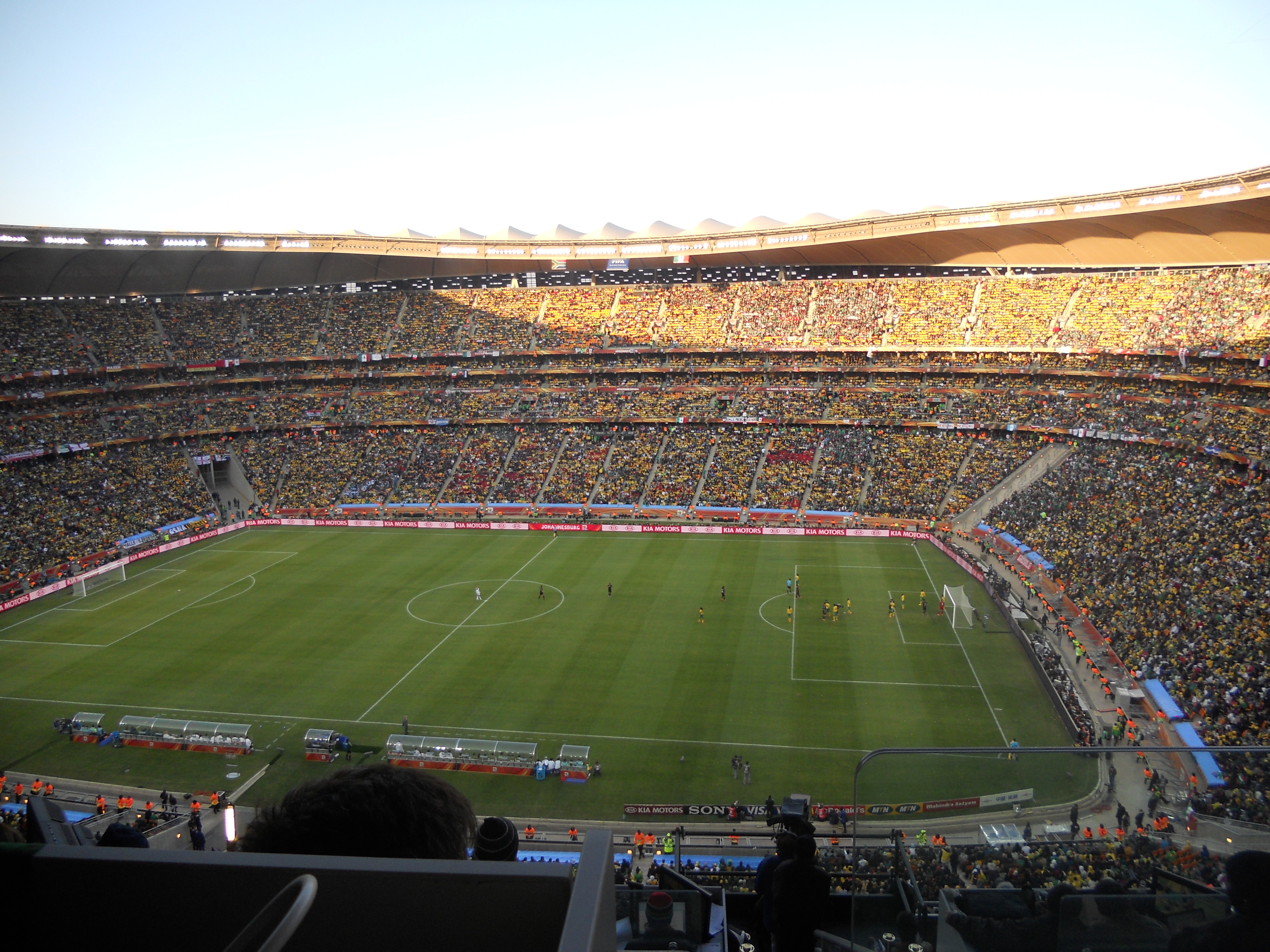

### Cupa Africii pe Națiuni 2013
| Data       | Echipa #1     | Scor | Echipa #2    | Runda   | Spectatori |
| ---------- | ------------- | ---- | ------------ | ------- | ---------- |
| 2013-01-19 | Africa de Sud | 0–0  | Capul Verde  | Grupa A | 50.000     |
| 2013-01-19 | Angola        | 0–0  | Maroc        | Grupa A | 25.000     |
| 2013-02-10 | Nigeria       | 1–0  | Burkina Faso | Finală  | 85.000     |

## Concerte
| Formație/artist                       | Turneu                         | Data             | Spectatori |
| ------------------------------------- | ------------------------------ | ---------------- | ---------- |
| U2                                    | U2 360° Tour                   | 13 February 2011 | 94.232     |
| Neil Diamond                          | Concert Tour 2011              | 2 April 2011     |            |
| Coldplay                              | Mylo Xyloto Tour               | 8 October 2011   | 62,000     |
| Kings of Leon                         | Come Around Sundown World Tour | 29 October 2011  | 60,000     |
| Linkin Park                           | Living Things World Tour       | 10 November 2012 | 63 000     |
| Lady Gaga                             | Born This Way Ball             | 30 November 2012 | 56,900     |
| Red Hot Chili Peppers                 | I'm With You World Tour        | 2 February 2013  | 65,000     |
| Metallica                             | 2013 Vacation Tour             | 27 April 2013    | >40,000    |
| Bon Jovi                              | Because We Can - The Tour      | 11 May 2013      | 65,182     |
| Justin Bieber                         | Believe Tour                   | 12 May 2013      | 62,000     |
| Rihanna                               | Diamonds World Tour            | 13 October 2013  | 67,000     |
| Bruce Springsteen & The E Street Band | Bruce Springsteen 2014 Tour    | 1 February 2014  |            |